# Lys dværgcanadagås
Lys dværgcanadagås (latin: Branta hutchinsii) er en andefugl, der lever i nærheden af de nordlige kyster af Canada og Alaska.